# Procuradoria-Geral da República (Angola)
A Procuradoria Geral da República de Angola (PGR) ou Ministério Público de Angola é um órgão autônomo e independente da República de Angola, responsável por defender os interesses da sociedade e a ordem jurídica no âmbito nacional. A PGR atua na fiscalização da aplicação das leis, na defesa dos direitos fundamentais, na promoção da justiça e no combate à corrupção, crimes nacionais, violações de direitos humanos e outros ilícitos.
Seu titular, o Procurador-Geral de Angola, têm a função de promover ações penais públicas, propor inquéritos, fiscalizar as atividades dos poderes públicos, defender a legalidade das funções judiciais, fiscalizar o cumprimento dos procedimentos no sistema judicial e defender os direitos legais das pessoas singulares e colectivas. Pela Constituição de Angola, o gabinete é dotado de autonomia administrativa e financeira.

## Lista de procuradores-gerais
- Manuel Rui (1975-1977)[7][8][9]
- Antero de Abreu (1977-1993)[10]
- Domingos Culolo (1993-2002)[11]
- Augusto da Costa Carneiro (2002-2007)[12]
- João Maria de Sousa (2007-2017)[13]
- Hélder Fernando Pitta Gróz (2017-presente)[14][15]